# Campeonato Mundial de Balonmano Masculino de 1958
El III Campeonato Mundial de Balonmano Masculino se celebró en la RDA entre el 27 de febrero y el 8 de marzo de 1958 bajo la organización de la Federación Internacional de Balonmano (IHF) y la Federación de Balonmano de Alemania Oriental.

## Primera fase

### Grupo A
| Equipo    | J | G | E | P | G+ | G- | DG  | PTS |
| --------- | - | - | - | - | -- | -- | --- | --- |
| Suecia    | 3 | 3 | 0 | 0 | 77 | 41 | +36 | 6   |
| Polonia   | 3 | 1 | 1 | 1 | 53 | 44 | +9  | 3   |
| España    | 3 | 1 | 0 | 2 | 41 | 72 | -31 | 2   |
| Finlandia | 3 | 0 | 1 | 2 | 46 | 60 | -14 | 1   |

- Resultados

| Fecha | Partido¹ | Partido¹ | Partido¹  | Resultado |
| ----- | -------- | -------- | --------- | --------- |
| 27.02 | España   | -        | Suecia    | 11-31     |
| 27.02 | Polonia  | -        | Finlandia | 14-14     |
| 01.03 | España   | -        | Finlandia | 19-16     |
| 01.03 | Suecia   | -        | Polonia   | 19-14     |
| 02.03 | Polonia  | -        | España    | 25-11     |
| 02.03 | Suecia   | -        | Finlandia | 27-16     |

- (¹) – Todos en Erfurt.

### Grupo B
| Equipo     | J | G | E | P | G+ | G-  | DG   | PTS |
| ---------- | - | - | - | - | -- | --- | ---- | --- |
| Alemania   | 3 | 3 | 0 | 0 | 97 | 25  | +72  | 6   |
| Noruega    | 3 | 2 | 0 | 1 | 67 | 40  | +27  | 4   |
| Francia    | 3 | 1 | 0 | 2 | 66 | 57  | +9   | 2   |
| Luxemburgo | 3 | 0 | 0 | 3 | 20 | 128 | -108 | 0   |

- Resultados

| Fecha | Partido¹ | Partido¹ | Partido¹   | Resultado |
| ----- | -------- | -------- | ---------- | --------- |
| 27.02 | Alemania | -        | Luxemburgo | 46-4      |
| 27.02 | Noruega  | -        | Francia    | 17-13     |
| 01.03 | Noruega  | -        | Luxemburgo | 41-8      |
| 01.03 | Alemania | -        | Francia    | 19-14     |
| 02.03 | Francia  | -        | Luxemburgo | 41-8      |
| 02.03 | Alemania | -        | Noruega    | 19-9      |

- (¹) – Todos en Berlín Oriental.

### Grupo C
| Equipo         | J | G | E | P | G+ | G- | DG  | PTS |
| -------------- | - | - | - | - | -- | -- | --- | --- |
| Checoslovaquia | 3 | 3 | 0 | 0 | 74 | 41 | +33 | 6   |
| Hungría        | 3 | 1 | 1 | 1 | 46 | 58 | -12 | 3   |
| Islandia       | 3 | 1 | 0 | 2 | 46 | 57 | -11 | 2   |
| Rumania        | 3 | 0 | 1 | 2 | 40 | 50 | -10 | 1   |

- Resultados

| Fecha | Partido¹       | Partido¹ | Partido¹ | Resultado |
| ----- | -------------- | -------- | -------- | --------- |
| 27.02 | Checoslovaquia | -        | Islandia | 27-17     |
| 27.02 | Hungría        | -        | Rumania  | 16-16     |
| 01.03 | Islandia       | -        | Rumania  | 13-11     |
| 01.03 | Checoslovaquia | -        | Hungría  | 16-11     |
| 02.03 | Hungría        | -        | Islandia | 19-16     |
| 02.03 | Checoslovaquia | -        | Rumania  | 21-13     |

- (¹) – Todos en Rostock.

### Grupo D
| Equipo     | J | G | E | P | G+ | G- | DG  | PTS |
| ---------- | - | - | - | - | -- | -- | --- | --- |
| Dinamarca  | 3 | 3 | 0 | 0 | 74 | 42 | +32 | 6   |
| Yugoslavia | 3 | 2 | 0 | 1 | 69 | 37 | 32  | 4   |
| Austria    | 3 | 1 | 0 | 2 | 50 | 69 | -19 | 2   |
| Brasil     | 3 | 0 | 0 | 3 | 33 | 78 | -45 | 0   |

- Resultados

| Fecha | Partido¹   | Partido¹ | Partido¹   | Resultado |
| ----- | ---------- | -------- | ---------- | --------- |
| 27.02 | Dinamarca  | -        | Brasil     | 32-12     |
| 27.02 | Yugoslavia | -        | Austria    | 35-8      |
| 01.03 | Austria    | -        | Brasil     | 24-12     |
| 01.03 | Dinamarca  | -        | Yugoslavia | 20-12     |
| 02.03 | Yugoslavia | -        | Brasil     | 22-9      |
| 02.03 | Dinamarca  | -        | Austria    | 22-18     |

- (¹) – Todos en Magdeburgo.

## Segunda fase

### Grupo I
| Equipo         | J | G | E | P | G+ | G- | DG  | PTS |
| -------------- | - | - | - | - | -- | -- | --- | --- |
| Checoslovaquia | 3 | 3 | 0 | 0 | 64 | 35 | +29 | 6   |
| Alemania       | 3 | 2 | 0 | 1 | 55 | 41 | +14 | 4   |
| Noruega        | 3 | 1 | 0 | 2 | 42 | 61 | -19 | 2   |
| Hungría        | 3 | 0 | 0 | 3 | 47 | 71 | -24 | 0   |

- Resultados

| Fecha | Partido¹       | Partido¹ | Partido¹ | Resultado |
| ----- | -------------- | -------- | -------- | --------- |
| 04.03 | Alemania       | -        | Hungría  | 22-16     |
| 04.03 | Checoslovaquia | -        | Noruega  | 21-10     |
| 06.03 | Noruega        | -        | Hungría  | 23-21     |
| 06.03 | Checoslovaquia | -        | Alemania | 17-14     |

- (¹) – Todos en Berlín Oriental.

### Grupo II
| Equipo     | J | G | E | P | G+ | G- | DG  | PTS |
| ---------- | - | - | - | - | -- | -- | --- | --- |
| Suecia     | 3 | 3 | 0 | 0 | 58 | 35 | +23 | 6   |
| Dinamarca  | 3 | 2 | 0 | 1 | 54 | 40 | +14 | 4   |
| Polonia    | 3 | 1 | 0 | 2 | 38 | 48 | -10 | 2   |
| Yugoslavia | 3 | 0 | 0 | 3 | 28 | 55 | -27 | 0   |

- Resultados

| Fecha | Partido¹  | Partido¹ | Partido¹   | Resultado |
| ----- | --------- | -------- | ---------- | --------- |
| 04.03 | Dinamarca | -        | Polonia    | 22-15     |
| 04.03 | Suecia    | -        | Yugoslavia | 26-9      |
| 06.03 | Polonia   | -        | Yugoslavia | 9-7       |
| 06.03 | Suecia    | -        | Dinamarca  | 13-12     |

- (¹) – Todos en Leipzig.

## Fase final

### Partidos de clasificación
Séptimo lugar
| Fecha | Partido¹ | Partido¹ | Partido¹   | Resultado |
| ----- | -------- | -------- | ---------- | --------- |
| 07.03 | Hungría  | -        | Yugoslavia | 24-16     |

- (¹) – En Berlín Oriental.

Quinto lugar
| Fecha | Partido¹ | Partido¹ | Partido¹ | Resultado |
| ----- | -------- | -------- | -------- | --------- |
| 07.03 | Polonia  | -        | Noruega  | 20-18     |

- (¹) – En Berlín Oriental.

### Tercer lugar
| Fecha | Partido¹ | Partido¹ | Partido¹  | Resultado |
| ----- | -------- | -------- | --------- | --------- |
| 08.03 | Alemania | -        | Dinamarca | 16-13     |

- (¹) – En Berlín Oriental.

### Final
| Fecha | Partido¹       | Partido¹ | Partido¹ | Resultado |
| ----- | -------------- | -------- | -------- | --------- |
| 08.03 | Checoslovaquia | -        | Suecia   | 12-22     |

- (¹) – En Berlín Oriental.

## Medallero
|        |                |          |
| Suecia | Checoslovaquia | Alemania |

## Estadísticas

### Clasificación general
| 1. Suecia         |
| 2. Checoslovaquia |
| 3. Alemania       |
| 4. Dinamarca      |
| 5. Polonia        |
| 6. Noruega        |
| 7. Hungría        |
| 8. Yugoslavia     |
| 9. España         |
| 10. Francia       |
| 11. Islandia      |
| 12. Austria       |
| 13. Rumania       |
| 14. Finlandia     |
| 15. Brasil        |
| 16. Luxemburgo    |

### Máximos goleadores
| N.º | Nombre       | País           | Goles |
| --- | ------------ | -------------- | ----- |
| 1   | Mogens Olsen | Dinamarca      | 46    |
| 2   | Václav Eret  | Checoslovaquia | 35    |

## Medallistas

### Suecia
| - Donald Lindblom - Roland Mattson - Lennart Ring - Rune Åhrling - Gösta Carlsson - Uno Danielsson | - Nils Ekeroth - Sten Hellberg - Kjell Jönsson - Gunnar Kämpendahl - Hans Karlsson | - Hans Olsson - Lars-Erik Olsson - Stig-Lennart Olsson - Åke Reimer - Rolf Zachrisson |

Entrenador: Curt Wadmark

### Checoslovaquia
| - Josef Čaniga - Karel Čermák - Václav Eret - Antonín Frolo - Jiří Klemm | - Bedřich König - Vojtěch Mareš - Vladimír Nykl - Jaroslav Provazník - Dušan Ruža | - Oldřich Spáčil - Josef Trojan - Jiří Vícha - Miroslav Vícha - František Vykouřil |

Entrenador: Jan Voreth

### Alemania
| - Hans-Jürgen Hinrichs - Fredi Pankonin - Adolf Giele - Harald Gleinig - Günter Herzog | - Rudolf Hirsch - Horst Käsler - Peter Kretzschmar - Klaus-Dieter Matz - Otto Maychrzak | - Günter Mundt - Wolfgang Niescher - Hinrich Schwenker - Paul Tiedemann - Edwin Vollmer |

Entrenador: Werner Vick